# Spadkobiercy cara
Spadkobiercy cara – rosyjski dramat z 2008 roku w reżyserii Konstantina Odiegowa. Film jest adaptacją powieści rosyjskiego pisarza Siergieja Kozłowa pt. "Chłopiec bez szpady" (ros. Мальчик без шпаги).

## Obsada
- Paweł Jurczenko
- Jekaterina Riednikowa
- Dienis Karasiew
- Władimir Tolokonnikow
- Leonid Kurawliow
- Aleksander Gołubkow
- Julia Gałkina
- Aleksander Baszirow